# Anna Claire Clouds
Anna Claire Clouds (Nashville, 15 febbraio 1995) è un'attrice pornografica statunitense.

## Biografia
Nata a Nashville, in Tennessee, prima di intraprendere la carriera di attrice nell'industria del cinema per adulti, ha lavorato come direttrice di un negozio nella sua città natale, frequentando nel frattempo economia all'università. Successivamente decise di dedicarsi alla moda, ma la sua carriera durò poco meno di un anno, per poi dedicarsi alla fotografia erotica. 
Con l'aiuto del comico e fotografo Charlie Classic, ha iniziato a girare i suoi primi video per il suo account Snapchat nel 2020.
Nel 2025 ottiene ben sei AVN Awards, tra cui quello come Female Performer of the Year, premio che una settimana prima aveva ottenuto anche agli XMAs Awards.

## Riconoscimenti
AVN Awards
- 2023 - Best POV Sex Scene per Manuel's Fucking POV 14 con Manuel Ferrara[6]
- 2025 - Female Performer of the Year[7]
- 2025 - Best Three-Way Sex Scene per Let's All Be Friends con Jazmin Luv e Anton Harden[8]
- 2025 - Best Anal Sex Scene per Massive Asses 13 con Zac Wild[9]
- 2025 - Best Gangbang Sex Scene per Anna Claire Clouds: Dark Side con John Strong, Damon Dice, Jax Slayher, Hollywood Cash, Vince Karter, Milan Ponjevic, Chocolate God e Nade Nasty[10]
- 2025 - Best Solo/Tease Performance per Anna Claire Clouds: Dark Side[11]

XBIZ Awards
- 2024 - Best Sex Scene - Featurette per Polar Opposites con Codey Steele[12]
- 2025 - Female Performer of the Year[13]
- 2025 - Best Sex Scene - Performance Showcase per Anna Claire Clouds: Dark Side con John Strong, Hollywood Cash, Damon Dice, Chocolate Gold, Vince Karter, Nade Nasty, Slim Poke, Milan Ponjevic, Will Pounder e Jax Slayher[14]

XRCO Award
- 2024 - Girl/Girl Performer Of The Year
- 2025 - Charlotte Stokely Girl/Girl/Girl Performer Of The Year[15]